# بيل جيمس (لاعب كرة قاعدة)
بيل جيمس (بالإنجليزية: Bill James) هو لاعب كرة قاعدة أمريكي، ولد في 20 يناير 1887 في ديترويت في الولايات المتحدة، وتوفي في 25 مايو 1942 في البندقية في إيطاليا.

## وصلات خارجية
- بيل جيمس (لاعب كرة قاعدة) على موقعبيزبول رفرنس.كوم (الدوري الرئيسي) (الإنجليزية)
- بيل جيمس (لاعب كرة قاعدة) على موقعبيزبول رفرنس.كوم (الدوري الثانوي) (الإنجليزية)
- بيل جيمس (لاعب كرة قاعدة) على موقع جمعية أبحاث البيسبول الأمريكية (الإنجليزية)